# Slappe koraalzwam
De slappe koraalzwam (Phaeoclavulina flaccida) is een schimmelsoort uit het geslacht Phaeoclavulina. Hij komt vooral voor onder naaldbomen en heel af en toe loofbomen (vooral eiken).

## Kenmerken

### Uiterlijke kenmerken
De slappe koraalzwam is doorgaans lichtbruin (jongere exemplaren), terwijl oudere soorten eerder donkerbruin zijn. De soort is qua uiterlijk moeilijk te onderscheiden van andere soorten uit het geslacht Ramaria.
De slappe koraalzwam wordt tot 6 centimeter hoog en 4 centimeter breed. De vertakkingen hebben een diameter van gemiddeld 4 millimeter. De sporen van de slappe koraalzwam zijn bleekgeel.
Er is geen noemenswaardige geur en de smaak is licht bitter.

### Microscopische kenmerken
De sporen zijn ellipsvormig, geornamenteerd met stekelige wratten, inamyloïde en meten 6,5-8,5 × 3-5 µm.

## Verspreiding
In Nederland komt de zwam zeldzaam voor. Hij groeit vooral van juli tot november.